# Baba Ali
Ali Ardekani (en persa: علی اردکانی‎; nacido el 11 de octubre de 1974), más conocido por su nombre artístico Baba Ali (en persa: بابا علی‎), es un comediante desarrollador de juegos, empresario y actor iraní nacido en Norteamérica.

## Biografía
Aunque nació en una familia persa, Ardekani fue criado en un hogar irreligioso en Los Ángeles, California. Desde los 18 años, estudió muchas religiones, incluyendo la Wicca. A la edad de 20 años, se convirtió al islam después de asistir a un campamento islámico. Pertenecía a una familia adinerada que no lo aceptó cuando se convirtió y, posteriormente, lo desheredaron.

## Carrera
Un trabajador en el ámbito de las tecnologías por profesión en California, Ardekani (junto con Mahdi Ahmad) cofundaron Ummah Films, una compañía de películas musulmanas que trata de proporcionar entretenimiento Halal (permitido islámicamente) para los musulmanes y no musulmanes por igual. En 2006, saltó a la fama dentro de la comunidad musulmana en línea con Ummah Films, analizando diversos  temas islámicos con humor. La compañía ha producido varias series web, incluyendoThe Reminder Series y Ask Baba Ali.
Ha aparecido en Islam Channel y se ha convertido en un invitado frecuente en varios eventos y conferencias musulmanes, incluyendo la convención ICNA-MAS, Evening of Inspiration, Unidad de Eventos Paz Mundial y MuslimFest.
También ha diseñado dos juegos de mesa. En el 2006, diseñó Mecca to Medina, un juego de mesa sobre el comercio y negociación con temática islámica que puede ser jugado por todas las religiones. Siete personas invertieron $18,000 recibiendo un 24% de ganancia. En 2010, diseñó Kalimat, un juego sobre conocimientos y memoria común.
En 2011, fundó el sitio web matrimonial musulmán, Half Our Deen.
Ha viajado por el mundo haciendo stand-up para una amplia gama de audiencias musulmanes y no musulmanes. Ha viajado a más de 30 ciudades y actuado por todo Estados Unidos, Reino Unido y Canadá, con audiencias tan grandes como 37.000 y para todas las edades, incluyendo a los jóvenes desde los nueve años de edad. Él ha sido reseñado en El New York Times, USA today y Los Angeles Times , así como con siete episodios de The Fizz News en DirecTV.
En 2015, protagonizó junto a Omar Regan en la película American Sharia.

## Al estilo de una comedia
Ardekani evita la palabrería y la politización de los hechos simplemente diciendo las cosas como son. Sin embargo, en lugar de burlarse del Islam, él utiliza un enfoque cómico, sin el uso de cualquier material ofensivo.
Su estilo da una mirada realista a los problemas cotidianos que los musulmanes enfrentan, incluyendo el de ser un musulmán adolescente en América,asistir a las bodas, y lidiar con cuestiones culturales.

## Videografía
| Año       | Título              | Temporada        | Episodios |
| --------- | ------------------- | ---------------- | --- |
| 2006      | The Reminder Series | 1                | "Funny Things At Jummah", "Finding Your Future Spouse Online", "$25,000 Muslim Weddings", "Muslim While Flying", "Muslim Characters At Work", "Distractions During Salat", "Seasonal Muslims", "Culture Vs Islam", "Who Hijacked My Religion", "How I Converted To Islam"                                                                      |
| 2006–2007 | The Reminder Series | 2                | "That's Not Hijab", "Ramadan Reruns", "Arrogant People", "Fisibilillah Discount", "The Parent Negotiations", "Pursuit of Cleanliness", "The Haram Police", "Why Islam" |
| 2008      | The Reminder Series | 3 - Ask Baba Ali | "My Brother's Girlfriend", "Worrying & Ageing Sister", "Little Backbiter!", "Randomly Checked", "Escaping the Holiday Party", "Racism and Pride", "We're Just Friends", "The Art of Complaining" |
| 2011      | Hurray For Baba Ali | 1                | "How To Put on Your Shoes", "Use Your Time Wisely: Play Sports", "Kindness to Animals", "Sharing", "What to Wear on Jummah", "Duah before Eating", "Eating with Right Hand", "Use Your Time Wisely: Read a Book", "Being Kind to Your Parents", "Always Tell the Truth", "Kindness to Plants", "Brushing Your Teeth", "Are You Ready for Bed?" |

## Vida personal
En 2001, contrajó matrimonio. Él vive en Los Ángeles, California, con su esposa y dos hijos. Su estudio es el segundo dormitorio de la vivienda.